# 碧落碑

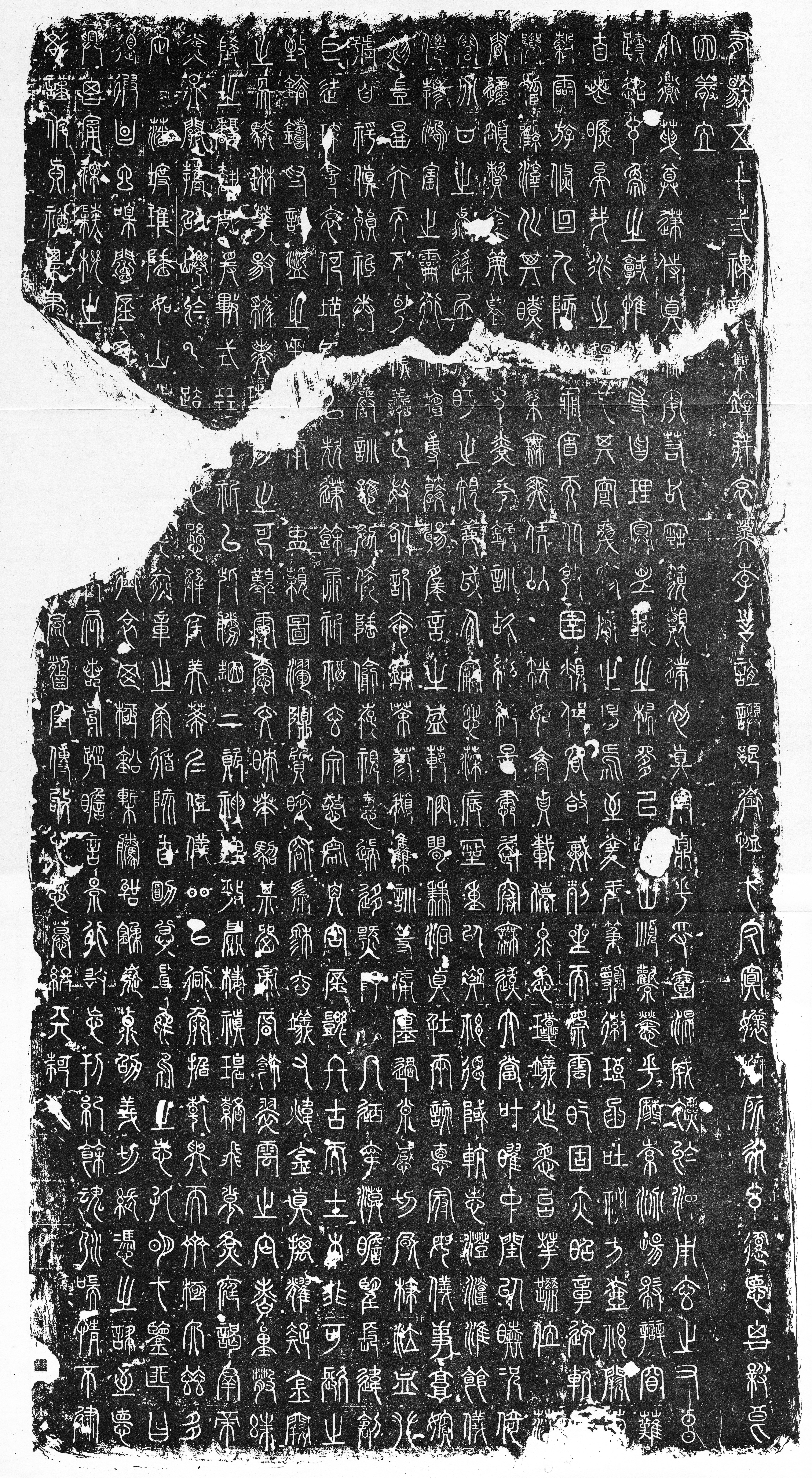
《碧落碑》整拓

碧落碑，全稱唐李訓等爲亡母造大道天尊像碑，是唐高祖李淵第十一子——韓王李元嘉之子李訓、李誼、李譔、李諶爲亡母房太妃（房玄齡之女）造像祈福所鐫刻的石碑，先後刻立於澤州、絳州兩地。澤州碑摩崖刻於碧落山石佛谷中碧落寺彌勒像側，篆體，文與絳州碑不同，毀於金元間戰火，名聲相對不顯。絳州碑原在碧落觀（即今龍興寺），刻於天尊像背面。因李元嘉、李譔父子起兵反抗武則天被誅，絳州碑亦毀（一說篆文在像背，不便摹拓，故重刻一石），今存乃唐代翻刻，位於山西省運城市新絳縣博物館（館址在龍興寺）內碧落碑亭中。
今存翻刻絳州碧落碑，通高（含基座）255㎝，碑體高226㎝，上寬113㎝，下寬118㎝，厚21㎝。碑陽爲薦福駢體文一篇，21行，滿行32字，共630字，字徑5㎝。書風爲玉箸篆（亦稱鐵線篆），線條圓潤，點畫勻稱。用字結體以小篆爲主，雜取《說文解字》《三體石經》及青銅器、簡帛等古文字材料中的古文、籀文、金文等，詭異多變，自成一家。碑石上部斷裂，缺損二十餘字。碑陰上段（三分之一）刻有唐開成二年（837）十一月絳州長史李漢撰文的《黃公記》，下段（三分之二）刻有唐咸通十一年（870）七月鄭承規書寫的釋文，皆爲楷書。碑右側刻「雙鴿刻碑」傳說。

## 碑刻概況

### 碑名由來
關於「碧落碑」之名由來，前人有多種說法。
一爲碑立於碧落觀中。碧落觀在開元年間改名「龍興宮」。宋太祖趙匡胤遇難下河東時曾寓此地，後太祖登基，又改名「龍興寺」。宋代董逌親往絳州考察，獲知絳州碑所在龍興宮舊名碧落觀，認爲碑因觀得名。今人寓真《碧落碑考》亦認同此觀點。
二爲因碑文中「栖真碧落，飛步黃庭」中「碧落」二字得名。
三爲碑刻於碧落尊像背面。
四爲碑文以「碧落」二字結尾。此說顯然與事實不合，宋代董逌、清代汪由敦均予以否定。
今人徐剛認爲，上述諸說俱爲事實之一面：「因觀中所立乃是天尊之像，碑文本刻於天尊之背，內容又是韓王之子爲其母向天尊祈福，並祈願其『棲真碧落』，因此而名其觀爲碧落觀，稱移刻此文之碑爲『碧落碑』，真是再合適不過了。」「碧落」指天，道教認爲東方最高的天有碧霞遍布，唐人將此用法發揚。原碑刻於天尊像背，歐陽脩《集古錄》便徑稱之爲「碧落尊像」。徐說乃整合諸說，較爲合理，但認爲「碧落觀」因碑得名，與董逌考察結論正相反。

### 立碑時間
碑文首句「有唐五十三祀，龍集敦牂」，意爲唐朝開國第五十三年，太歲在午，即指唐總章三年（670），同年三月一日又改元咸亨。歷來該碑著錄多以此爲刻碑年代，然而當視爲太妃房氏逝世之年。碑陰李漢《黃公記》云：「永隆中孝子李譔、諶等爲妣助冥福建也」，雖「永隆中」年代未必確，但已指出「有唐五十三祀」的670年並非立碑之年。
房太妃丈夫——韓王李元嘉於唐高宗末年任澤州刺史。同一時期的永淳二年（683），在澤州造像刻銘。李元嘉後於垂拱年間（685-688）調往絳州，最初版絳州碑當在此期間落成。垂拱四年（688），李元嘉、李譔父子起兵反對武則天失敗被殺，絳州碑亦被毀。神龍元年（705），李顯即位，恢復國號爲唐，李元嘉父子亦恢復名譽與生時爵位，今存絳州碑當是此後重刻。又今存絳州碧落碑碑陰有開成二年（837）李漢《黃公記》，故可推知翻刻年代在705年至837年之間。

### 碑刻作者
原碑本身無撰者、書者記載。
碑文作者，一般推測爲黃公李譔。史載李元嘉通曉古文字，李譔富有文才，父子藏書衆多、尤好古學。李元嘉或受父親影響，也有古文字造詣，況碑文情真意切，子爲亡母撰文，合情合理。
碑文書者，唐李璿之《玉京宮記》、吳坰《五總志》、李肇等記載爲陳惟玉。李漢《黃公記》則駁斥陳惟玉說，認爲是李譔自書。董逌《廣川書跋》亦懷疑陳惟玉其人書名不顯。龔開又以爲是宗室李瓘所書。

### 相關傳說
傳聞碑文寫好，兩道士主動前來自薦刻碑。關門三天未出且無聲響。人覺奇怪，遂開門，飛出兩隻白鴿，而碑文已然刻成，唯獨最後一字「及」尚缺一筆。
唐代已有傳說，篆書大家李陽冰曾徘徊碑下，數日不離；又自恨水平不如該碑，遂用槌擊打碑石，今碑左上缺損便是由此產生。又傳說李陽冰學習該碑十二年，仍未得其妙處。後世基本認爲李陽冰破壞碑刻的說法不可信。汪由敦認爲李陽冰徘徊碑下數日不去是將歐陽詢觀索靖碑的故事移植來。

### 碑體現狀

#### 澤州碑
澤州碑在唐永淳二年（683）摩崖刻於碧落山石佛谷中碧落寺（舊稱石佛寺）彌勒像側，約在金元之間毀於戰火，今亦無拓本流傳。
1999年，晉城市古文化研究中心拓回絳州龍興寺碧落碑拓片，於碧落寺重新翻刻一方並修建碑亭。碑陽爲摹刻絳州碑篆文。碑陰爲《重刊碧落碑》記，柏扶疏書額，裴池善撰文，段生龍書丹，李萬軍鐫刻。

#### 絳州碑
絳州碑原碑刻於碧落天尊像背，李元嘉父子被誅後碑毀，恢復名譽後又重刻，即今存絳州碑。距絳州碑最初刻立約二百年後，翻刻碑碑陰增刻咸通十一年（870）鄭承規釋文，因爲李元嘉第五子李訥後代在咸通年間改封回韓王，遂加以釋文，追崇先祖功德。據李漢《黃公記》，絳州碑唐時已有如拳大的缺損。《絳州志》稱宋元間遭兵燹而缺裂。又據《增補校碑隨筆》，明中葉拓本石尚未斷，而明末清初拓本首行「龍」字至末行「書」字中斷。
後移至州署儀門東。1976年，遷回龍興寺碑廊。1991年搶修龍興寺加固塔基工程時，在寺院正中大雄寶殿前專建碧落碑亭，將碧落碑刻石置於其中，供四方遊客觀瞻。
今新絳縣博物館（龍興寺內）另有一方有絳州碑重刻石碑。碑額楷書「絳州重刊碧落碑文」，未斷，原碑缺字亦補足。碑身高、寬、厚及文字排列、字徑大小基本與現存絳州碑保持一致。碑背有牆一堵，嵌石，石高47㎝，寬19㎝。石上刻文：「絳州碧落，唐刺史黃公祈建，近因馬逸誤損其文。州尹郭公、同知劉公、州判張公到任，見而深惜之。特委經歷官杜楫等，選擇良工，復鐫諸石，後人慎勿毀壞，邦有常刑。至□三年上巳日記，管□人張琮等。」據此可知是元代翻刻。碑陰有「金大定二十三年（1183）」字樣，或據此以爲是金代翻刻。

### 原碑改刻說
2010年前後，新絳縣文史研究者毛上虎在古玩市場發現一塊唐開元廿四年（736）衛君墓誌銘，邊長46㎝，其墓誌蓋底部殘存碧落碑篆文。毛上虎判斷此石即最初的絳州碑，碑毀後，石材改刻爲墓誌，最遲在開元廿四年（736）已入土。

### 碑陽篆書釋文

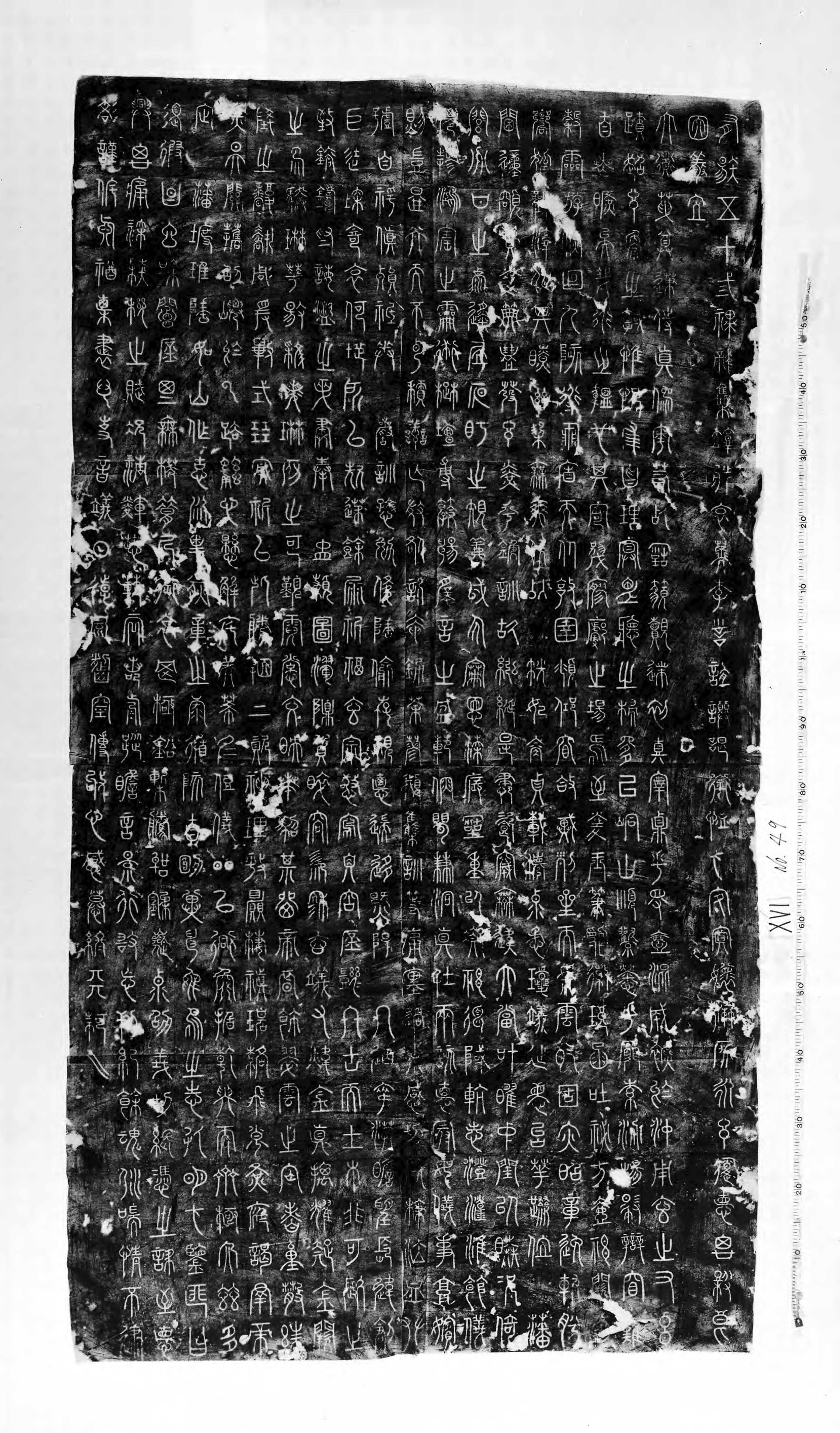
《碧落碑》碑陽（元代翻刻未斷版）

## 碑文

### 碑陰釋文

《碧落碑》碑陰拓片

李漢《黃公記》，楷書。黃公即李譔，封黃國公。碑有缺字，據《八瓊室金石補正》《山右石刻叢編》《碧落碑考》等補，以六角括號標註——
黃公記
絳州道士觀其教所謂碧落尊像〔者〕，〔琢〕石爲之，其背篆書六百三十九字，□是永隆中孝子李譔、諶等爲妣助冥〔福〕建也，文體亦當時宏贍者。篆六百三十〔九〕字，蹤蹟竒古妙絶。世傳李監陽冰見□大嘆異，服膺像下旬時，卒不得影〔響〕，□熱中以椎椎之。今有損䖏若拳者，〔文〕〔軼〕也。然因是，斯篆顯於世，競摹冩所〔謂〕〔碧〕落碑者。余討史氏，得譔之夲末，乃〔一〕〔代〕忠烈者也。
高祖子韓王元嘉，嘉生譔，別封黃〔縣〕公。天后時，諸武欲掩神器，王〔時〕爲絳州刾史。公不勝忍，自京託疾至絳，與王潜議起兵誅諸武，迎接中〔宗〕於房陵。時瑯琊王沖亦與謀〔期〕有日矣，不幸沖不俟期，先起以敗。公〔與〕王發覺，伏誅。
嗚呼！史云公父子皆〔持〕□法為重人，尤好古學。家藏書埒天〔府〕□書夲爲詳定。公為文，與當時周思〔茂〕、〔孟〕〔利〕貞者齊名。觀中別有記云「荆人〔陳〕〔惟〕玉書」者，非也。惟玉絶不聞，必公自〔書〕。□以在疚，故没耳。不然，何書工如此□□而不悉其人乎？是必無惟玉。余重□□忠節不顯，舉世秖以碧落聞。碧落□□好事者以惟玉偽。故刻石碑旁，弔□□爾。
時開〔成〕二年十一月二十五日，〔絳〕〔州〕長史李漢記。

鄭承規《碧落碑文》，楷書，文本較碑陽多出標題和落款。宋以後，書家奉此釋文爲金科玉律，不敢更易一字。自顧炎武《金石文字記》糾正數個誤字以來，歷代研究者已多指出釋文有誤。下文仍依據碑刻原文錄入——
碧落碑文
有唐五十三祀，龍集敦牂，哀子李訓、誼、譔、諶，銜恤在疚，寘懷靡所，永言報德，思樹良因，敬立大道天尊逮侍真像。
粵若稽古，藐覿遂初。真宰貞乎得一，混成表於沖周。玄之又玄，蹟超言象之域；惟恍惟惚，理冥視聽之端。是以峒山順風，勞乎靡索；汾陽御辯，窅然自喪。曠矣哉，道之韞也，其寄於寥廓之塲焉。至於玉笈宣徽，琅函吐秘，方壺神闕，蒙穀靈遊。倏忽九陔，導飛廉而從敦圉；俯仰六合，戴列星而乘雲氣。固亦昭章逸軌，肹嚮孤風，淳化其瞭，幽契無爽。伏以先妃含貞載德，克懋瓊儀，延慶台華，正位藩閫。動容資於典禮，發言光乎箴訓。故紘綖是肅，粢盛無違。大當叶曜，中閨以睦。況倚閭分甘之澤，徙居側䀎之規。義越人倫，恩深振古。重以凝神道域，抗志澄源。淮館儀山，參鴻寶之靈術；楚壇敷教，暢微言之盛範。儒玄兼洞，真俗兩該。德冠母儀，事高嬪則。豈圖昊天不惠，積善無徵，咎罰奄鍾，荼蓼俄集。
訓等痛纏過隙，感切風枝，泣血攀號，自期顛隕。祗奉嚴訓，慈勉備隆，偷存視息，遄移氣序。几筵寂寞，瞻望長違。創巨徒深，寄哀何地。所以貪逮餘漏，祈福玄宗，敬寫真容，庶幾終古。而土木非可久之致，鎔鑄為誨盜之先。肅奉冲規，圖輝貞質，睟容伊穆，玄儀有煒。金真摛耀，疑金闕之易奔；琳華揚彩，若琳房之可覲。霓裳交映，歘駕斯留。帝晨飾翠雲之美，香童散朱陵之馥。載彫爰㪤，式展誠祈。以此勝因，上資神理。伏願栖真碧落，飛步黃庭。謁羣帝於天關，携列仙於雲路。融心懸解，宅美希夷。注儀鄰以洞煥，指乾坤而齊極。介玆多祉，藩度惟隆。如山作固，永播熊章之烈；循陔自勔，冀申烏鳥之志。孔明在鑒，匪曰道遐；昌言噑聞，庶斯無拔。昔人銜哀罔極，鈆槧騰聲。柔紛克劭，義切張憑之誄；至德興思，痛深陸機之賦。況清輝懋範，宛若前蹤，瞻言景行，敢忘刊紀。餘魂弱喘，情不逮文，謹託真猷，直書心事。音儀日遠，風烈空傳，叨心感慕，終天何及。

咸通十一年，歲次庚寅，七月辛亥朔、十一日辛酉，鄭承規奉命書

## 拓本
上海博物館藏有北宋拓本，爲文徵明、陳鴻、邵韡、邵齊列、蔣廷錫、王存溪、張蓉鏡、李文田、完顏景賢、何厚琦舊藏。
故宮博物院藏明代拓本，石未斷，剪裱時將碑陽篆文與碑陰楷書釋文對照，「積善無徵咎」後缺三十一字。
文物出版社出版明代拓本，底本經趙吉士、姚元之、曾衍東、陳作義遞藏，二十世紀五十年代初歸錫山吳文輝。2015年北京瀚海春季拍賣會以近十萬元人民幣價格拍出。

## 碑刻價值

### 古文字學方面
《碧落碑》是唐代保存至今的重要傳抄古文字研究材料，反映了唐代文人對古文字的認識和傳習情況。宋代郭忠恕《汗簡》、夏竦《古文四聲韻》，以及明代閔齊伋輯錄、清代畢弘述校訂的《訂正六書通》等傳抄古文字書均收錄碑中文字。
碑文文字奇古，一般讀書人尚且不易辨識，前人有不信且貶低者，如鄭珍、郭宗昌。而據今人研究，碑文所采小篆、古文、籀文等都有一定根據，並非憑空捏造。如文字學家唐蘭認爲《碧落碑》刻於唐初，當時由隸書、小篆、古文對照的曹魏三體石經拓本尚存，又新發現大篆字體的雍邑刻石（石鼓文），《嶧山碑》《泰山刻石》《會稽刻石》等秦代小篆刻石也有傳本，所以碑文用字有據。古文字學家黃錫全也認爲該碑「有不少可靠的文字資料」。

### 歷史方面
該碑對《舊唐書》《新唐書》有所補益。《新唐書·卷七十九 列傳第四·韓王》記載李元嘉有六子，卻只列李訓、李誼、李諶、李譔、李訥五人名，《新唐書·卷七十 表第十下（宗室世系下）》也只列李訓、李誼、李譔、李諶、李訥五人，順序與《韓王傳》不同，但與《碧落碑》相合，可知《韓王傳》有誤。

### 文學方面
《碧落碑》文風極似六朝，文采斐然，遣詞造句及用典受到《詩經》《文選》及道教的深刻影響，對於唐代文風轉變和道教流行情況有參考價值。

## 文獻著錄
- 清董誥等《全唐文·卷二百零七·造大道天尊像記》
- 清陸增祥《八瓊室金石補正·卷七十三·黃公記 （页面存档备份，存于）》
- 清胡聘之《山右石刻叢編·卷九·黃公記 （页面存档备份，存于）》
《山右石刻叢編·卷九·碧落碑 （页面存档备份，存于）》

## 外部鏈接
- 运城市城联社. . 运城市人民政府. 2021-05-14.
- 元代翻刻本：. 京都大学人文科学研究所所蔵石刻拓本資料 - 文字拓本.
- . 中央美术学院图书馆 - 特藏资源.
- . 早稲田大学図書館 - 古典籍総合データベース.